# Biserica Adormirea Maicii Domnului din Bolintin Vale
Biserica Adormirea Maicii Domnului din Bolintin Vale este un monument istoric aflat pe teritoriul orașului Bolintin Vale.

## Galerie

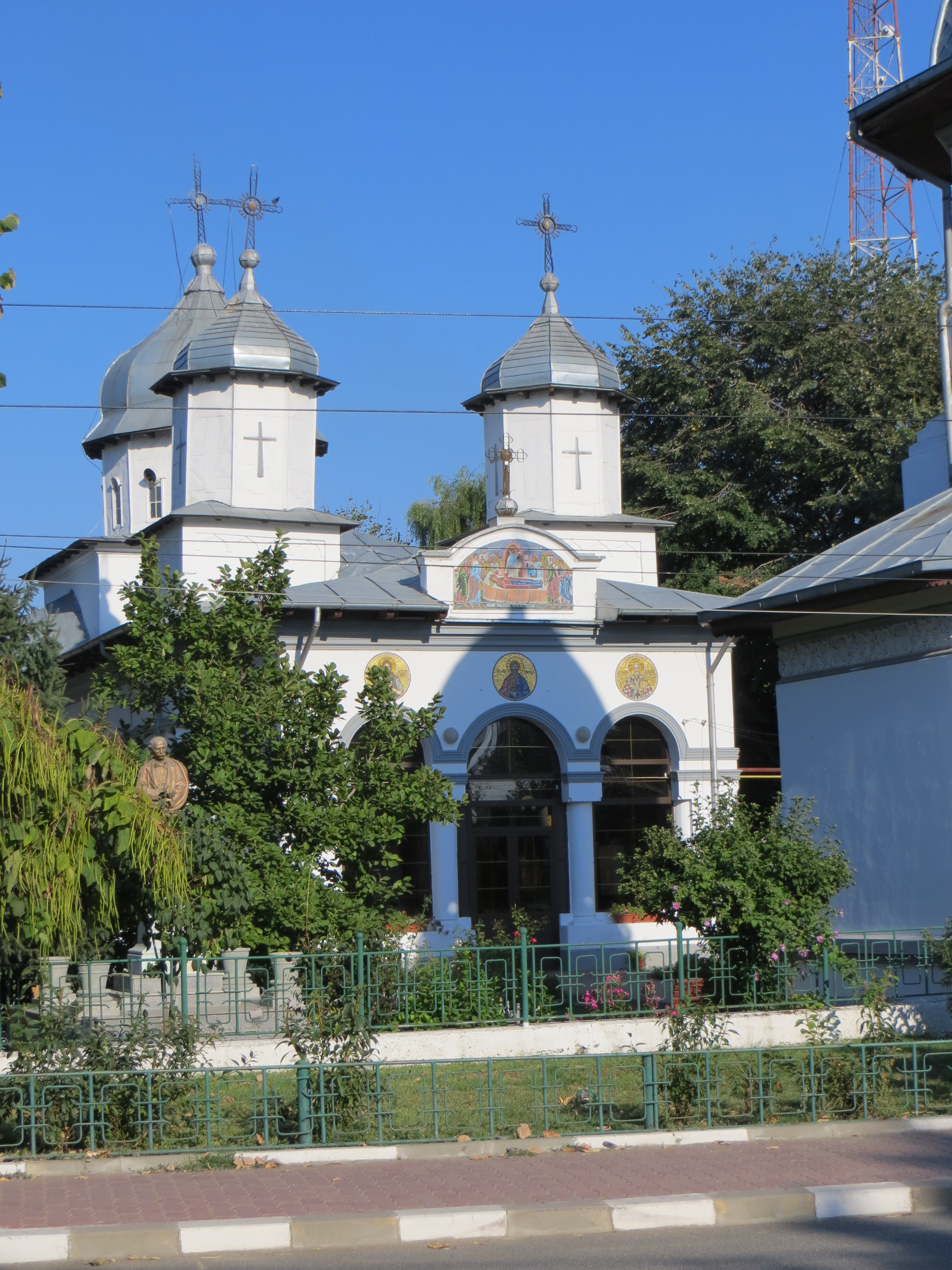
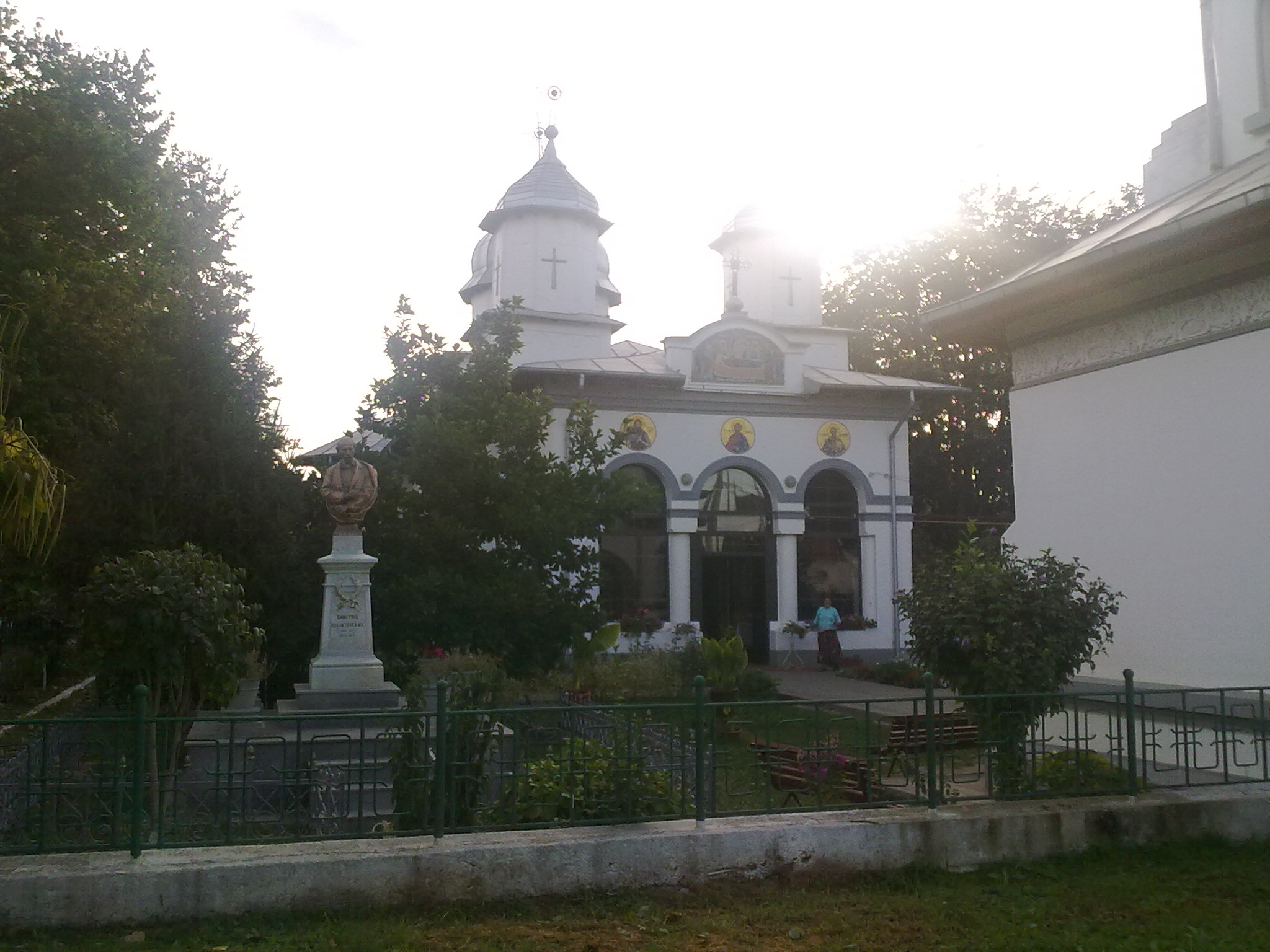
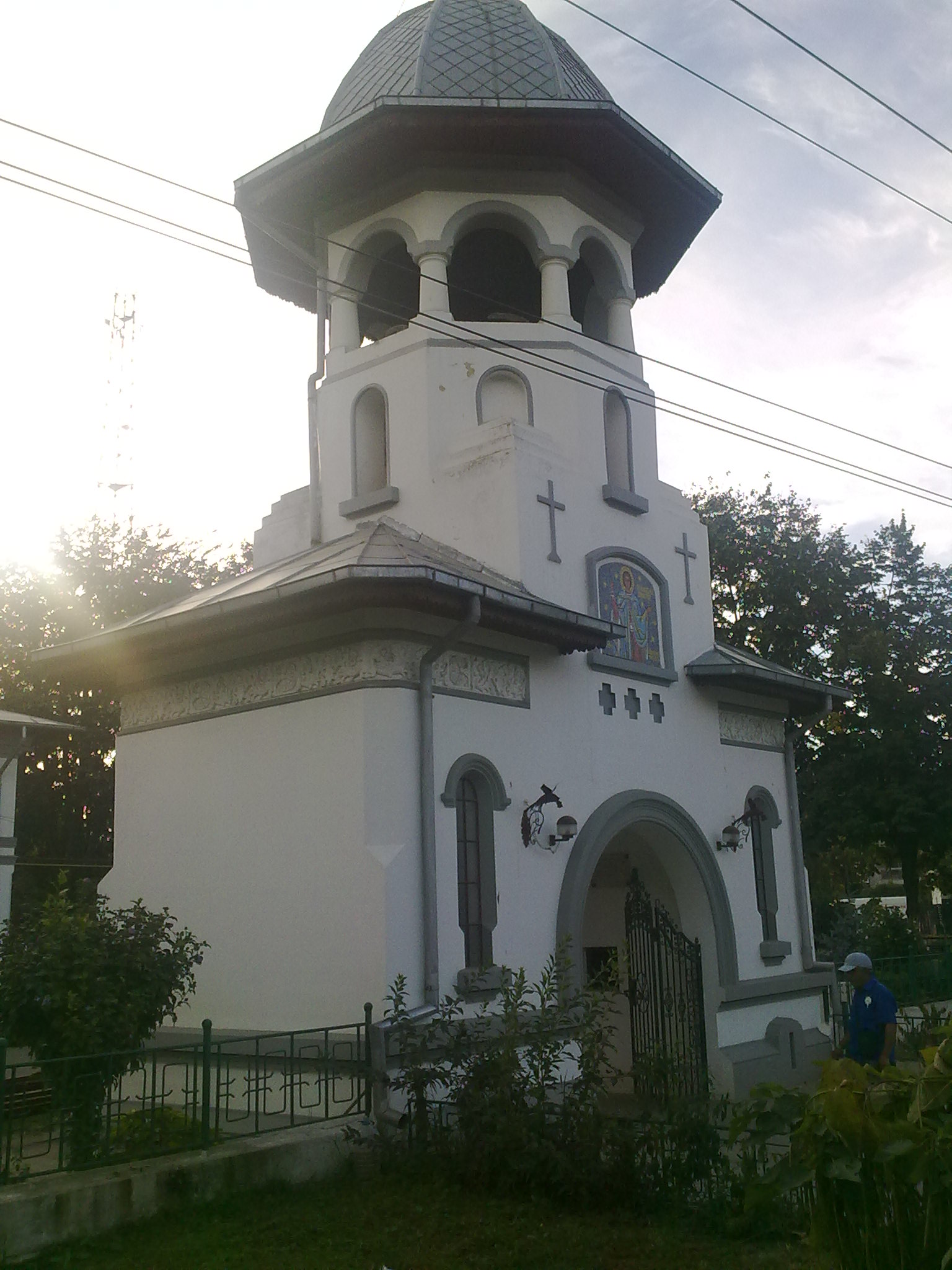
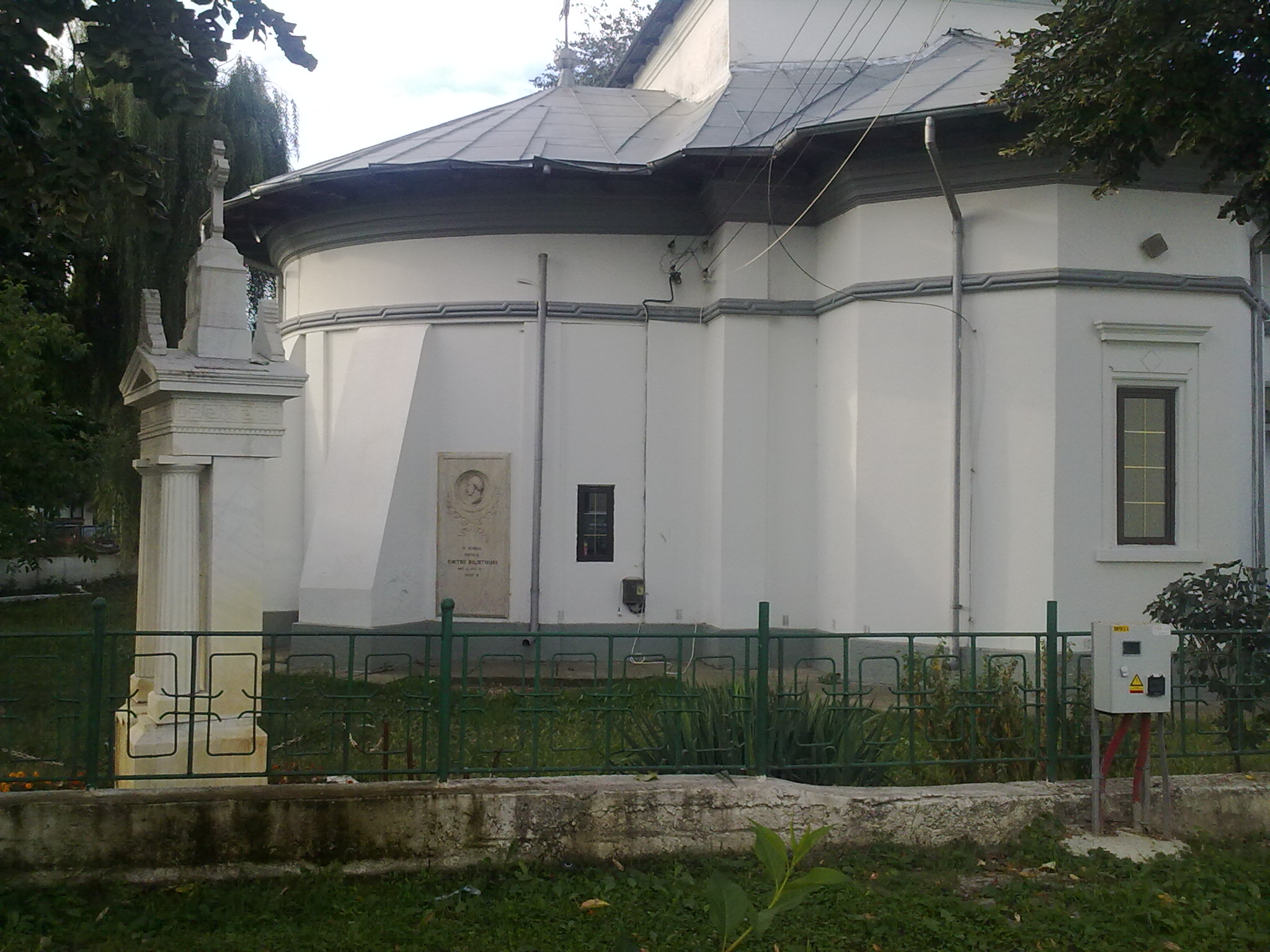
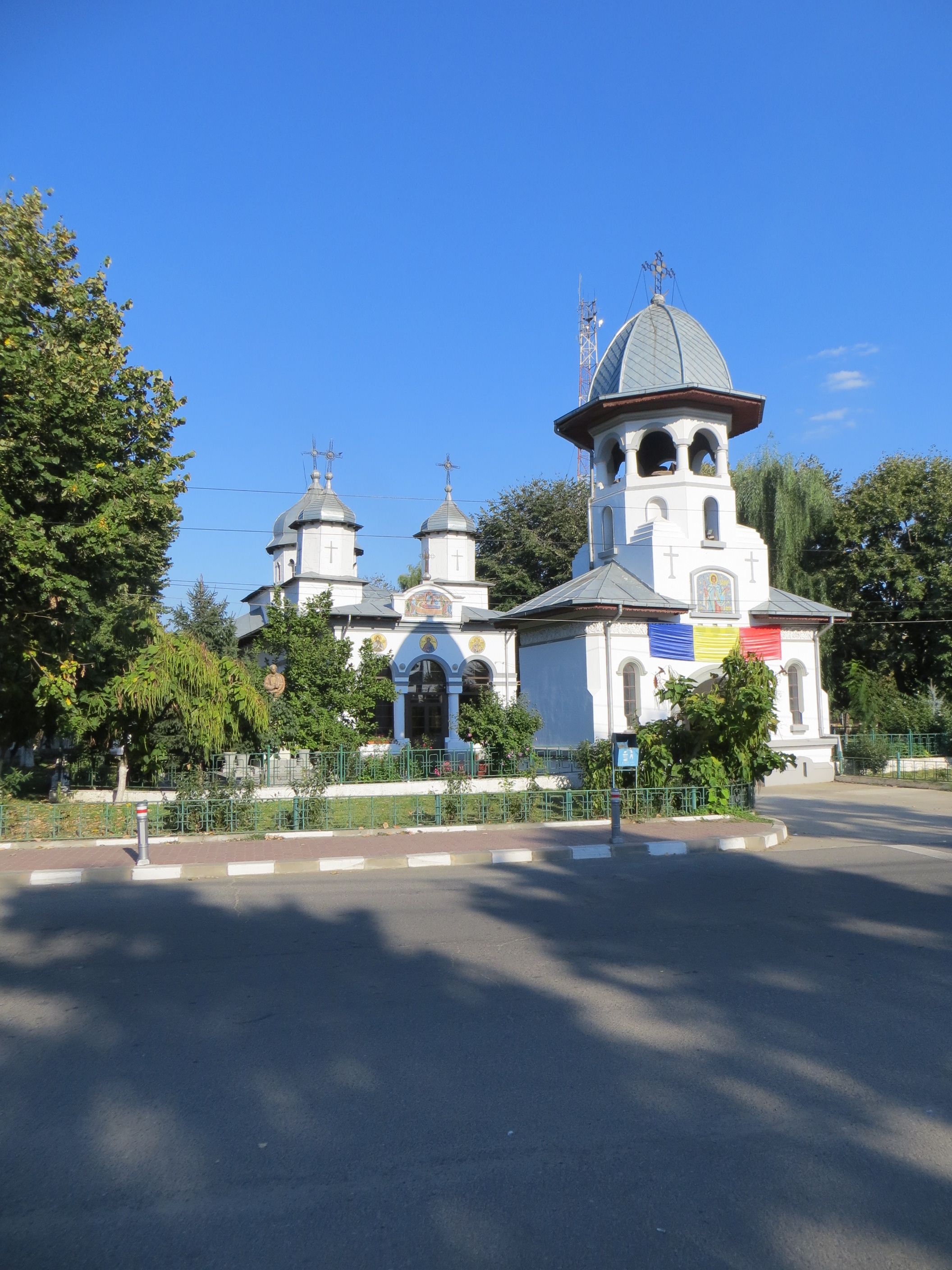